# Kobelco
Kobe Steel, Ltd. (株式会社神戸製鋼所 Kabushiki-gaisha Kōbe Seikō-sho?), vilka internationellt går under namnet Kobelco, är en japansk ståltillverkare med huvudkontoret i Chuo-ku, Kobe. Företaget bildades 1 september 1905. Dess placering i en hamnstad var fördelaktig för import av järnmalm och kol. Företaget är även delägare i Osaka Titanium Technologies.

## Affärssegment och produkter

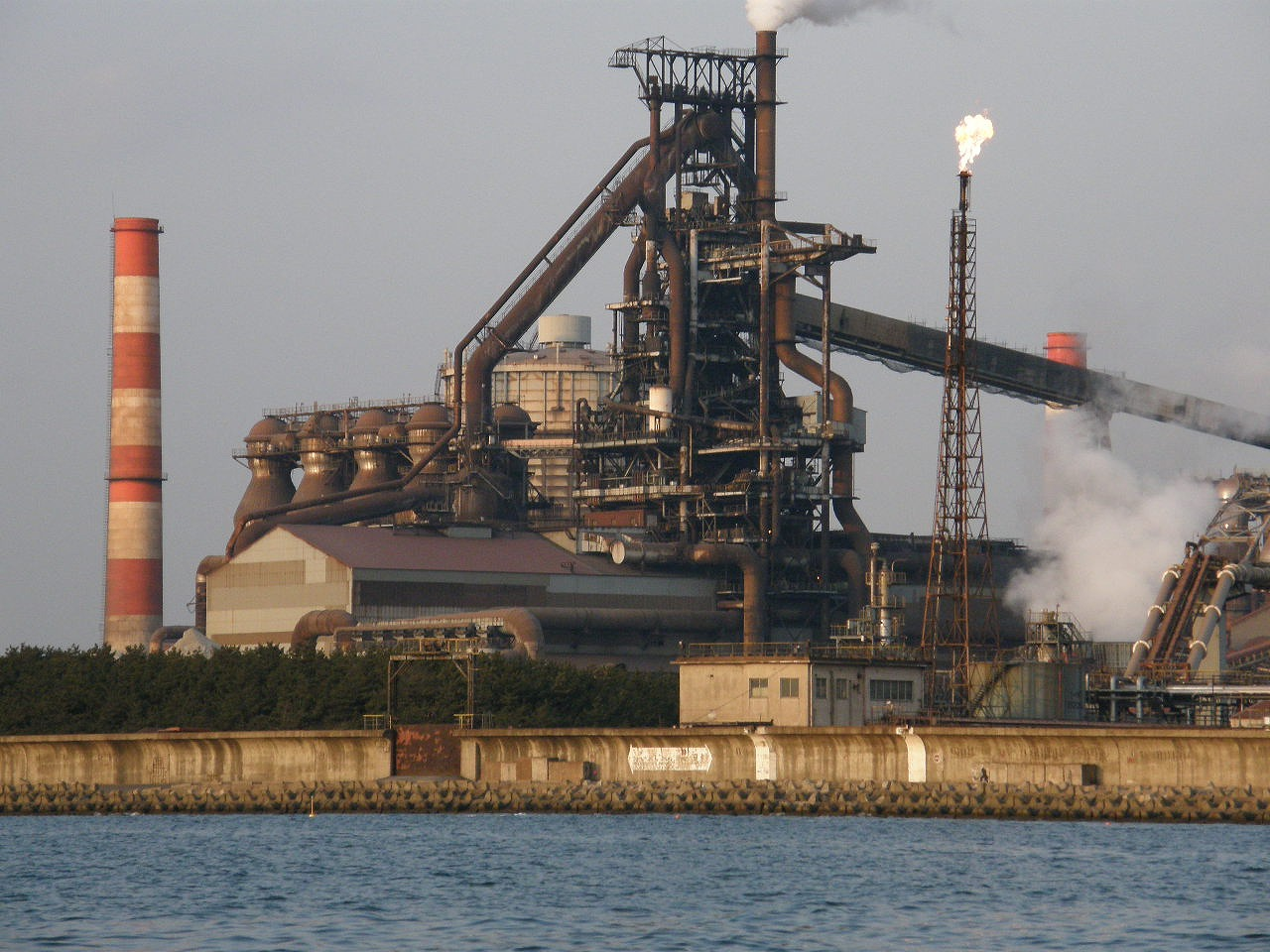
Kakogawa Works sett från vattnet.

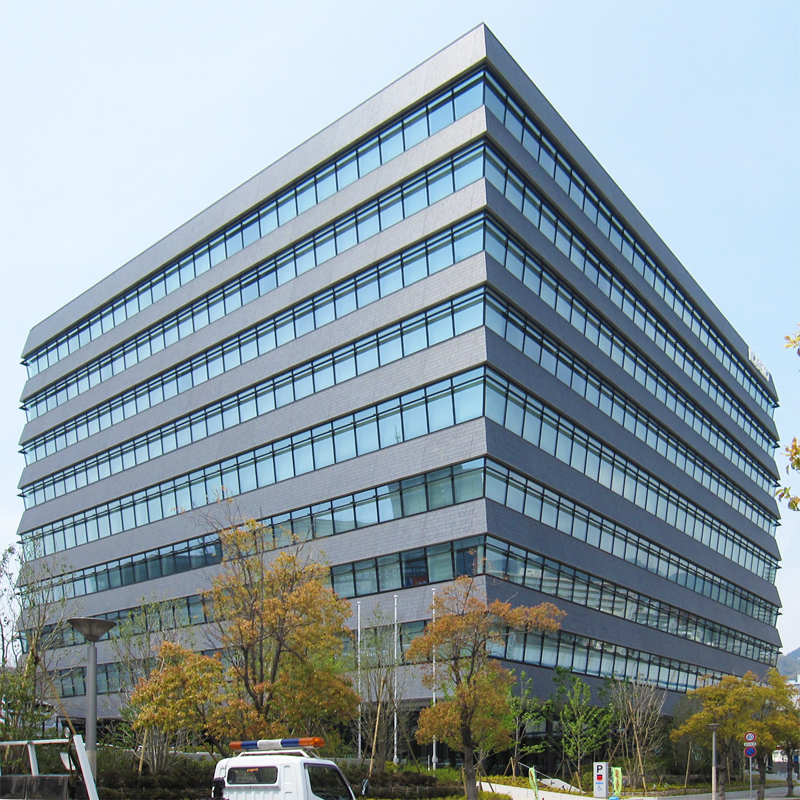
Kobelcos huvudkontor.

Företaget har ett stort antal affärssegment och levererar råvaror, såväl som slutprodukter. Nedan ses deras nio affärsdomäner kort beskrivna.
- Iron & Steel: Företaget köper in fines, vilken de i Kakogawa Works och Nadahama Works via grate-kiln verk eller sinterverk, och vidare till masugnar, tillverkar stål av. Därefter tillverkar de produkter, av specialstål såväl som mer ordinära stålkvalitéer, som exempelvis plåtar, vajer och balkar.

- Welding: Företaget tillverkar Svetselektroder, svetsrobotar, utför svetsrelaterade tester, analyser och konsultverksamhet.

- Aluminium & Copper: Företaget tillverkar aluminiumplåtar, aluminiumfolie, material till hårddiskar (HDD), koppar för elektronik, aluminiumlegeringar och magnesiumlegeringar, titan och titanlegeringar, etc.

- Machinery: Företaget tillverkar utrustning till kärnkraftverk, energi- och kemi-industrin etc.

- Engineering: Företaget konstruerar järnframställningsanläggningar: direktreduktionsverk (Midrex[5], Fastmet[6], Rotary Heart Furnace[7], etc.), samt andra verkstyper och utrustningar, som pelletsverk (grate-kiln verk)[8], petrokemiska verk, kärnkraftverk etc.

- Kobelco Eco-Solutions: Företaget konstruerar återvinningsverk för organiskt avfall, avfallsförbränningsverk, vattenreningsverk, etc.

- Kobelco Construction Machinery: Företaget tillverkar grävmaskiner, minigrävare, lastmaskiner, etc.

- Kobelco Cranes: Företaget tillverkar olika typer av lyftkranar.

- Other: Företaget tillverkar supraledande produkter, etc.